# Friedrich Silcher
Philipp Friedrich Silcher (27. června 1789 Schnait – 26. srpna 1860 Tubinky) byl německý hudební skladatel a hudební pedagog, který je dnes známý zejména pro svou písňovou tvorbu. Kromě toho skládal také moteta, komorní hudbu a složil dvě předehry pro velký orchestr.
Mezi známé písně, které Silcher složil, patří například Ich hatt' einen Kameraden na slova básníka Ludwiga Uhlanda, která se stala tradičním žalozpěvem německé armády, nebo duchovní píseň na slova Julie Hausmannové So nimm denn meine Hände, která se v překladech rozšířila do mnoha zemí (česky Ó ujmi ruku moji).
Po Friedrichu Silcherovi je pojmenován asteroid 10055 Silcher z hlavního pásu.